# Tim Clark (Golfspieler)
Timothy Henry „Tim“ Clark (* 17. Dezember 1975 in Durban) ist ein südafrikanischer Berufsgolfer der nordamerikanischen PGA TOUR.

## Werdegang
Schon im Alter von drei Jahren brachte ihm sein Vater das Golf spielen bei. 1994 spielte er im südafrikanischen Team in der Eisenhower Trophy. Später in den USA besuchte er die North Carolina State University und hatte eine erfolgreiche Karriere als College-Golfer. Clark gewann 1997 die U.S. Amateur Public Links Championship, qualifizierte sich damit für das Masters 1998 in Augusta und startete danach seine Profikarriere.
Er versuchte sich zunächst auf der regionalen Canadian Tour, wo er zweimal gewann, spielte anschließend auf der Buy.com Tour (zweite Leistungsebene) und qualifizierte sich nach zwei Turniersiegen für die Saison 2001 auf der erstrangigen PGA TOUR. Wegen einer Verletzung des Handgelenks und anschließenden operativen Eingriffs konnte Clark in seiner ersten Spielzeit lediglich drei Turniere mitmachen. Er durfte aber mittels einer medizinisch begründeten Ausnahme-Spielberechtigung weiter auf der Tour bleiben. Clark hat zwar noch kein PGA Tour Event gewinnen können, aber durch drei Top 3 Platzierungen in Majors auf sich aufmerksam gemacht – zuletzt ein zweiter Platz beim Masters 2006. Außerdem hat er drei Turniere, die zur European Tour zählen, für sich entscheiden können, gewann die Geldrangliste der Sunshine Tour in der Saison 2001/02, und lag in der Golfweltrangliste zeitweilig unter den Top 50. Im Mai 2010 gewann Clark die Players Championship, was seinen bislang bedeutendsten Erfolg darstellt.
Tim Clark spielte mehrmals im Internationalen Team beim Presidents Cup und vertrat sein Land beim WGC-World Cup in den Jahren 2002 und 2005.
Sein Caddie, Gary Matthews, ist selbst ein ausgezeichneter Golfer, der serienweise die abseits der Tour ausgetragenen Caddiemeisterschaften gewinnt.
Clark hat seinen Wohnsitz in Scottsdale, Arizona.

## Turniersiege
- 1998 Brunswick Open (Kanada), Canadian PGA Championship
- 2000 Buy.com Fort Smith Classic, Buy.com Boise Open (beide Buy.com Tour)
- 2002 Bell’s South African Open (gemeinsames Event von European Tour und Sunshine Tour)
- 2005 South African Airways Open (gemeinsames Event von European Tour und Sunshine Tour), Barclays Scottish Open (European Tour), Nelson Mandela Invitational (inoffizielles Event in Südafrika; mit Vincent Tshabalala), Tommy Bahama Challenge (mit Geoff Ogilvy, Kevin Na, Justin Rose; inoffizielles Event)
- 2006 CVS/pharmacy Charity Classic (mit Nick Price; inoffizielles Event)
- 2008 Australian Open (PGA Tour of Australasia)
- 2010 Players Championship (PGA Tour)
- 2012 Gary Player Invitational (mit Kenny Dalglish, Alex Maditsi, Doug Jackson; inoffizielles Sunshine Tour Event)
- 2014 RBC Canadian Open (PGA Tour)

## Teilnahmen an Teambewerben
- WGC-World Cup (für Südafrika): 2002, 2005
- Presidents Cup (Internationales Team): 2003, 2005, 2009

## Resultate bei Major Championships
| Turnier           | 1998 | 1999 | 2000 | 2001 | 2002 | 2003 | 2004 | 2005 | 2006 | 2007 | 2008 | 2009 | 2010 | 2011 | 2012 |
| ----------------- | ---- | ---- | ---- | ---- | ---- | ---- | ---- | ---- | ---- | ---- | ---- | ---- | ---- | ---- | ---- |
| Masters           | CUT  | DNP  | DNP  | DNP  | DNP  | T13  | CUT  | T39  | 2    | T13  | CUT  | T13  | CUT  | CUT  | CUT  |
| US Open           | DNP  | DNP  | DNP  | DNP  | DNP  | CUT  | T13  | T3   | CUT  | T17  | T48  | T40  | T12  | DNP  | CUT  |
| Open Championship | DNP  | DNP  | DNP  | DNP  | CUT  | DNP  | CUT  | T23  | T56  | DNP  | CUT  | CUT  | CUT  | DNP  | CUT  |
| PGA Championship  | DNP  | DNP  | DNP  | DNP  | T53  | 3    | CUT  | T17  | T24  | CUT  | T55  | T16  | T39  | DNP  | T11  |

| Turnier           | 2013 | 2014 | 2015 |
| ----------------- | ---- | ---- | ---- |
| Masters           | T11  | CUT  | DNP  |
| US Open           | CUT  | DNP  | DNP  |
| Open Championship | T44  | DNP  | DNP  |
| PGA Championship  | T68  | CUT  | CUT  |

DNP = nicht teilgenommen

CUT = Cut nicht geschafft

„T“ geteilte Platzierung

Grüner Hintergrund für Siege

Gelber Hintergrund für Top 10